# Пестери (Кировская область)
Пестери — опустевшая деревня в Омутнинском районе Кировской области. Входит в Вятское сельское поселение.

## География
Находится на правобережье Вятки на расстоянии примерно 22 километра по прямой на север-северо-восток от районного центра города Омутнинск.

## История
Починок Пестерёвский возник предположительно в конце XVIII века. В 1891 года в починке проживало 77 человек в 12-и домовладениях, в 1926 года 116 человек. С начала коллективизации деревня в колхозе «Коминтерн». В 1936 г. – 19 дворов,  84 жителя. В военные годы произошло разукрупнение колхозов и деревня перешла в колхоз «Красный Луч». С конца 1950-х годов Пестери в колхозе им.Кирова, с 1968 года в совхозе «Зиминский». По состоянию на 2020 год деревня опустела.

## Население
Постоянное население  составляло 1 человек (русские 100%) в 2002 году, 1 в 2010.